# Chris Huhne

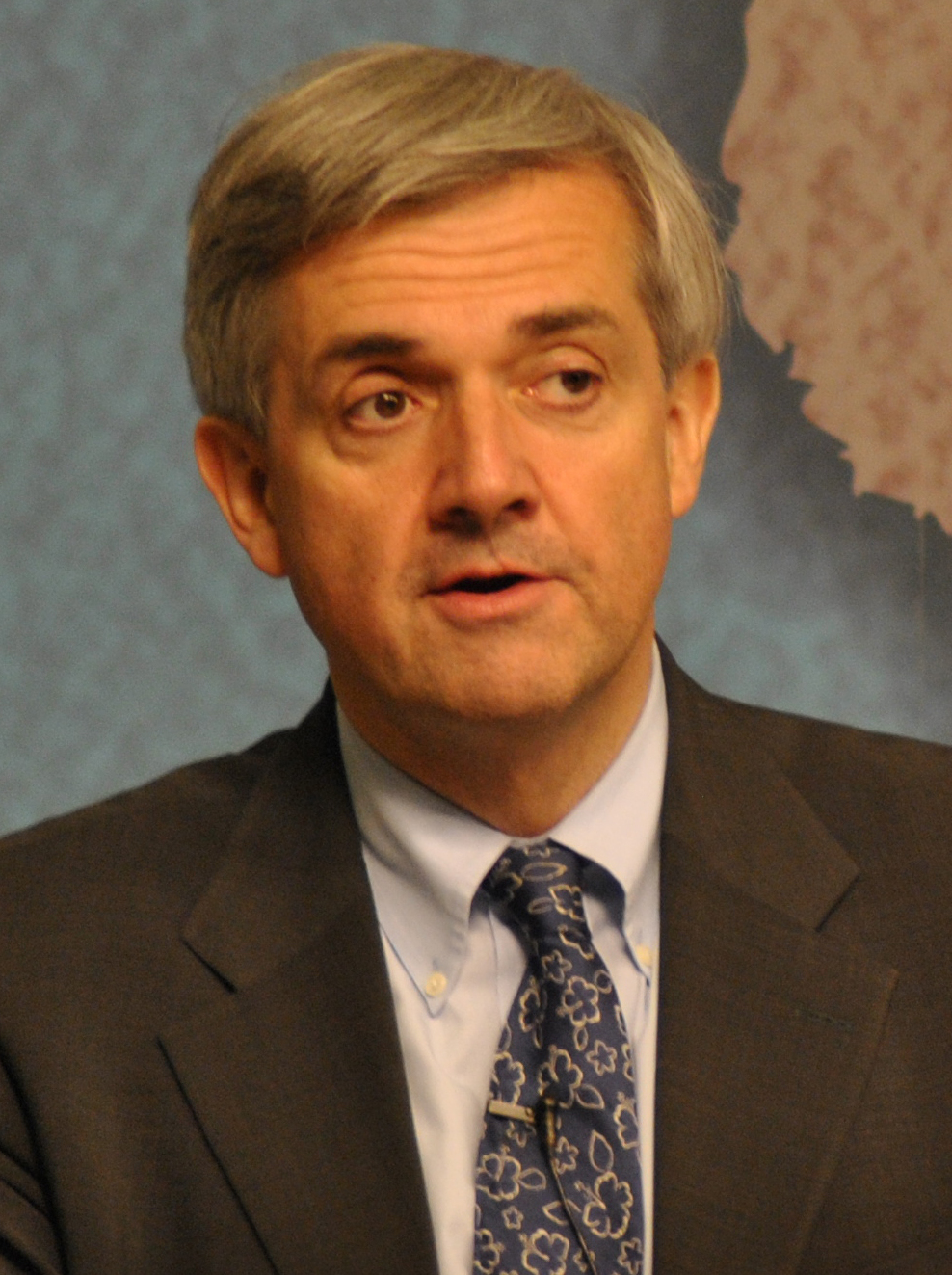
Chris Huhne (2011)

Christopher „Chris“ Murray Paul-Huhne (* 2. Juli 1954 in London) ist ein britischer Journalist und Politiker der Liberal Democrats. Er war Mitglied des Europäischen Parlaments und von Mai 2010 bis Februar 2012 Minister für Energie und Klimawandel (Secretary of State for Energy and Climate Change).

## Biografie
Huhne studierte nach dem Schulbesuch die französische Sprache an der Sorbonne in Paris sowie Philosophie, Politik und Wirtschaft am Magdalen College in Universität Oxford. Während dieser Zeit war er Chefredakteur der Studentenzeitung Isis. Nach Beendigung des Studiums war er als Wirtschaftsredakteur für die Tageszeitungen The Guardian und The Independent tätig und wurde sowohl 1980 als auch 1989 zum Finanzjournalist des Jahres gewählt. Im Anschluss begründete er in London eine Firma für Unternehmensberatung.
Seine politische Laufbahn begann er als Kandidat der Liberal Democrats mit der Wahl zum Mitglied des 5. Europäischen Parlaments 1999. Diesem gehörte er nach seiner Wiederwahl 2004 als Vertreter des Wahlkreises South East England auch für die 6. Wahlperiode an, trat aber als Abgeordneter des Europäischen Parlaments zurück, nachdem er bei den Wahlen 2005 zum Mitglied des Unterhauses (House of Commons) gewählt wurde. Dort vertritt er seither den Wahlkreis Eastleigh. Nachfolgerin als Mitglied des Europäischen Parlaments wurde Sharon Bowles.
Kurz nach der Wahl zum Unterhausabgeordneten wurde er im Mai 2005 auch Sprecher für das Amt des Chief Secretary of the Treasury und damit Mitglied des Schattenkabinetts seiner Partei, ehe er danach im März 2006 Sprecher für Umwelt, Ernährung und ländlichen Raum wurde.
2006 kandidierte er erstmals für das Amt des Vorsitzenden der Liberal Democrats, unterlag dabei jedoch Menzies Campbell. Nach dessen Rücktritt im Oktober 2007 und der Tätigkeit des Übergangsvorsitzenden Vince Cable kandidierte er am 18. Dezember 2007 erneut für die Funktionen des Vorsitzenden der Liberaldemokraten. Diesmal verlor er gegen Nick Clegg, da rund 1300 Briefwahlstimmen erst nach dem offiziellen Wahlende in der Parteizentrale der Liberal Democrats eintrafen. Nach der Wahl berief ihn Nick Clegg in dessen Schattenkabinett als Sprecher für Innenpolitik. Diese Funktion hatte er bis Mai 2010 inne.
Nach dem Zustandekommen der Koalition mit der Conservative Party nach den Unterhauswahlen im Mai 2010 wurde er von Premierminister David Cameron am 12. Mai 2010 zum Minister für Energie und Klimawandel (Secretary of State for Energy and Climate Change) ernannt und damit zu einem von fünf Liberaldemokraten im Kabinett Cameron I.
Im Juni 2010 geriet er in die Schlagzeilen, als eine mutmaßliche Liebesbeziehung des seit 1984 verheirateten Ministers zu der Public-Relations-Beraterin Carina Trimingham bekannt wurde.
Am 22. September 2010 weihte er den Windpark Thanet ein, den damals größten Offshore-Windpark der Welt. Kurz zuvor äußerte er in der Presse seine Besorgnis über die Finanzierung der Windenergie.
Am 3. Februar 2012 trat Huhne von seinem Posten als Energieminister zurück. Grund dafür war der Vorwurf, er habe illegal Verstöße beim Autofahren 2003 auf seine damalige Frau Vicky Pryce abgewälzt. Am selben Tag erhob die Staatsanwaltschaft Anklage wegen Justiztäuschung gegen Huhne. Am 11. März 2013 wurden Huhne und Pryce vom Southwark Crown Court zu je acht Monaten Haft verurteilt. Im selben Monat wurde er auch aus dem Privy Council ausgeschlossen, dem er seit 2010 angehört hatte. Am 13. Mai 2013 wurden er und seine Ex-Ehefrau nach Verbüßung von 2 Monaten Haft mit elektronischen Fußfesseln wieder aus dem Gefängnis entlassen.